# Primera División 1931/32
De Primera División 1931/32 was de vierde uitvoering van de hoogste betaaldvoetbalafdeling in Spanje. Het seizoen begon op 22 november 1931 en eindigde op 3 april 1932.

## Eindstand
| Positie | Club                 | Wedstrijden | Winst | Gelijk | Verlies | DV | DT | Doelsaldo | Punten |
| ------- | -------------------- | ----------- | ----- | ------ | ------- | -- | -- | --------- | ------ |
| 1       | Real Madrid          | 18          | 10    | 8      | 0       | 37 | 15 | 22        | 28     |
| 2       | Athletic Bilbao      | 18          | 11    | 3      | 4       | 47 | 23 | 24        | 25     |
| 3       | FC Barcelona         | 18          | 10    | 4      | 4       | 40 | 26 | 14        | 24     |
| 4       | Racing Santander     | 18          | 7     | 6      | 5       | 36 | 35 | 1         | 20     |
| 5       | Arenas Club de Getxo | 18          | 7     | 3      | 8       | 35 | 42 | -7        | 17     |
| 6       | Espanyol Barcelona   | 18          | 7     | 1      | 10      | 34 | 39 | -5        | 15     |
| 7       | Valencia CF          | 18          | 6     | 3      | 9       | 38 | 47 | -9        | 15     |
| 8       | Real Sociedad        | 18          | 7     | 0      | 11      | 38 | 35 | 3         | 14     |
| 9       | Deportivo Alavés     | 18          | 5     | 1      | 12      | 22 | 44 | -22       | 11     |
| 10      | Real Unión de Irún   | 18          | 4     | 3      | 11      | 24 | 45 | -21       | 11     |

| Kampioen | Gedegradeerd | DV = Doelpunten voor | DT = Doelpunten tegen |

## Topscorers
De Pichichi-trofee wordt jaarlijks uitgereikt aan de topscorer van de Primera División.
| Speler              | Goals | Club             |
| ------------------- | ----- | ---------------- |
| Guillermo Gorostiza | 12    | Athletic Bilbao  |
| Bata                | 11    | Athletic Bilbao  |
| Cisco               | 10    | Racing Santander |
| Cholin              | 10    | Real Sociedad    |

1929 · 1929/30 · 1930/31 · 1931/32 · 1932/33 · 1933/34 · 1934/35 · 1935/36 · 1936/37 · 1937/38 · 1938/39 · 1939/40 · 1940/41 · 1941/42 · 1942/43 · 1943/44 · 1944/45 · 1945/46 · 1946/47 · 1947/48 · 1948/49 · 1949/50 · 1950/51 · 1951/52 · 1952/53 · 1953/54 · 1954/55 · 1955/56 · 1956/57 · 1957/58 · 1958/59 · 1959/60 · 1960/61 · 1961/62 · 1962/63 · 1963/64 · 1964/65 · 1965/66 · 1966/67 · 1967/68 · 1968/69 · 1969/70 · 1970/71 · 1971/72 · 1972/73 · 1973/74 · 1974/75 · 1975/76 · 1976/77 · 1977/78 · 1978/79 · 1979/80 · 1980/81 · 1981/82 · 1982/83 · 1983/84 · 1984/85 · 1985/86 · 1986/87 · 1987/88 · 1988/89 · 1989/90 · 1990/91 · 1991/92 · 1992/93 · 1993/94 · 1994/95 · 1995/96 · 1996/97 · 1997/98 · 1998/99 · 1999/00 · 2000/01 · 2001/02 · 2002/03 · 2003/04 · 2004/05 · 2005/06 · 2006/07 · 2007/08 · 2008/09 · 2009/10 · 2010/11 · 2011/12 · 2012/13 · 2013/14 · 2014/15 · 2015/16 · 2016/17 · 2017/18 · 2018/19 · 2019/20 · 2020/21 · 2021/22 · 2022/23 · 2023/24 · 
2024/25

Europa: Champions League · Cup Winners Cup · UEFA Cup · UEFA Super Cup